# Simon Nabatov

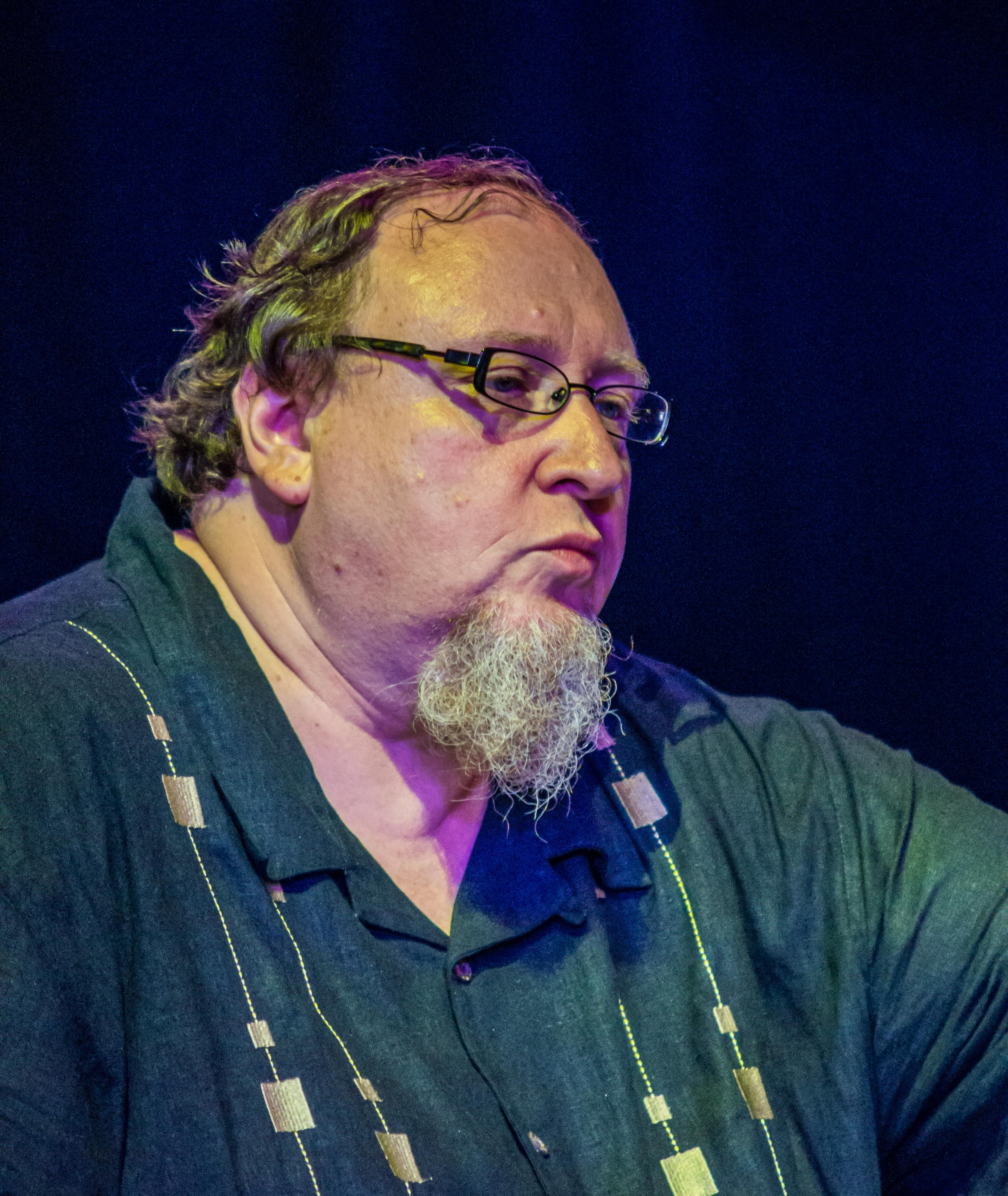
Simon Nabatov in Freiburg, 2014

Simon Nabatov (* 11. Januar 1959 in Moskau als Semjon Leonidowitsch Nabatow) ist ein US-amerikanischer Pianist russischer Herkunft, der vorrangig Jazz spielt.

## Leben und Wirken
Nabatov, der in einer Musikerfamilie aufwuchs, erhielt bereits mit drei Jahren Geigenunterricht, mit vier Jahren dann Klavierunterricht. Er soll bereits mit sechs Jahren seine ersten Kompositionen geschrieben haben. Sein Vater nahm ihn als Kind mit zu Konzerten von Duke Ellington (1971) und des Thad Jones/Mel Lewis Orchestra (1972). Nach einer klassischen Ausbildung am Moskauer Konservatorium ab 1976 emigrierte Nabatov 1979 mit seinen Eltern über Wien und Rom nach New York City. Seit 1989 lebt er auch in Europa, vorrangig in Köln.
Parallel zu seinen Studien an der Juilliard School of Music von 1980 bis 1984 war Nabatov als Jazzmusiker tätig. Es kam zu Aufnahmen und Konzerte mit vielen renommierten Musikern wie z. B. Paul Motian, Tony Scott, Paul Horn, Barry Altschul, Billy Hart, David Murray, Mark Feldman, Chet Baker, Kenny Wheeler, Arto Tunçboyacıyan und Ed Schuller.
Nabatov war über mehrere Jahre Mitglied in den Quartetten von Perry Robinson, Ray Anderson, Arthur Blythe und Alfred Harth sowie dem Klaus König Orchestra und Eckard Koltermanns Collage 11. Er trat im Duo regelmäßig mit Han Bennink auf, mit Tom Rainey und mit Nils Wogram (mit Wogram auch im Quartett). Im Trio spielte er einerseits mit Ernst Reijseger und Michael Vatcher, andererseits aber auch mit Wolfgang Schlüter und Charly Antolini. Seine eigenen Projekte (von der Soloperformance bis zum Oktett) sind auch auf CD dokumentiert. Dabei fallen besonders seine Auseinandersetzungen mit der Literatur von Michail Bulgakow und insbesondere mit Joseph Brodsky, Daniil Kharms auf, bei denen die Texte kongenial von Phil Minton interpretiert werden.
Nabatov führte auch für ihn geschriebene Kammermusik-Werke auf wie etwa das Piano Concerto for "Baba" von Kenny Werner. Er hat aber auch George Gershwins Rhapsody in Blue und Rolf Liebermanns Concerto for Jazz Ensemble and Orchestra eingespielt.
Als Improvisator und Komponist verblüfft Nabatov durch den souveränen Umgang mit dem Material aus der Welt des Jazz und der klassischen Pianoliteratur: Der spielerische Umgang damit, ein beständiges Verwandeln und Umformen, der Wechsel zwischen Ernst und Ironie gibt dieser eklektischen Musik ebenso viel Offenheit wie Kunstfertigkeit. Hochvirtuos verschachtelte Klavierläufe und rabiat rhythmisierte Cluster wechseln mit stillen Klangstudien à la Morton Feldman, ohne die Tradition eines Bud Powell völlig zu verleugnen.
Er unterrichtete an der Essener Folkwang Hochschule (1989–1991), der International Jazz and Rock Academy in Remscheid (1991–93) und 1998 bis 2001 an der Musikhochschule Luzern.

## Preise und Auszeichnungen
Als Pianist errang er zahlreiche Auszeichnungen: So gewann er 1984 den Wettbewerb des "Keyboard Magazine" und des Berklee College of Music und 1985 den International Great Jazz Pianist Wettbewerb in Jacksonville. 1987 erhielt er den Förderpreis des National Endowment for the Arts und 1989 war er Preisträger des französischen Martial Solal Jazz Piano Wettbewerbs.

## Diskographische Hinweise
- For All the Marbles (Suite, 1979) mit Mark Helias, Barry Altschul
- Achtung wir senden Eckard Koltermann Collage 11, 1990, mit u. a.  Toon de Gouw, Willem van Manen, Theo Jörgensmann, Helena Rüegg, Christoph Eidens.
- Tough Customer (Enja, 1992) mit Mark Helias, Tom Rainey
- Sneak Preview (HatHut Records), 1999, dto.
- Nature Morte (Leo Records), 1999, mit Nils Wogram, Frank Gratkowski, Phil Minton
- Perpetuum Immobile (Leo, 2000) solo
- Chat Room (Leo, 2001) mit Han Bennink
- Three Stories, One End (ACT, 2002) mit Drew Gress und Tom Rainey
- A Few Incidences (Leo, 2004) mit Wogram, Gratkowski, Minton, Ernst Reijseger
- Nicht ohne Robert Vol.1 (JazzHausMusik, 2009) mit Rudi Mahall, Robert Landfermann und Christian Lillinger
- Spinning Songs of Herbie Nichols (Leo, 2012) solo
- Gareth Lubbe & Simon Nabatov Lubatov (Leo, 2016)
- Simon Nabatov, Max Johnson, Michael Sarin Free Reservoir (Leo, 2017)
- Simon Nabatov String Trio: Situations (Leo, 2018), mit Gareth Lubbe, Ben Davis
- Luminous (2018), mit Barry Guy, Gerry Hemingway
- Frank Gratkowski / Simon Nabatov / Dominik Mahnig: Dance Hall Stories (Leo, 2020)
- Time Labyrinth (Leo, 2020)
- Plain (2020), mit Chris Speed, Herb Robertson, John Hebert, Tom Rainey
- Brandon Seabrook / Simon Nabatov: Voluptuaries (Leo, 2021)
- Frank Gratkowski & Simon Nabatov: Tender Mercies (Clean Feed, 2023)
- Simon Nabatov Quartet featuring Ralph Alessi: Lovely Music (Clean Feed, 2024)

## Lexikalischer Eintrag
- Martin Kunzler: Jazz-Lexikon. Band 2: M–Z (= rororo-Sachbuch. Bd. 16513). 2. Auflage. Rowohlt, Reinbek bei Hamburg 2004, ISBN 3-499-16513-9.